# Okuda
Óscar San Miguel Erice (Santander, 19 de noviembre de 1980), más conocido como Okuda San Miguel, es un pintor, escultor y diseñador español. Especializado en arte urbano, realiza obras de gran formato con figuras fragmentadas en formas geométricas y fuerte policromía.

## Biografía

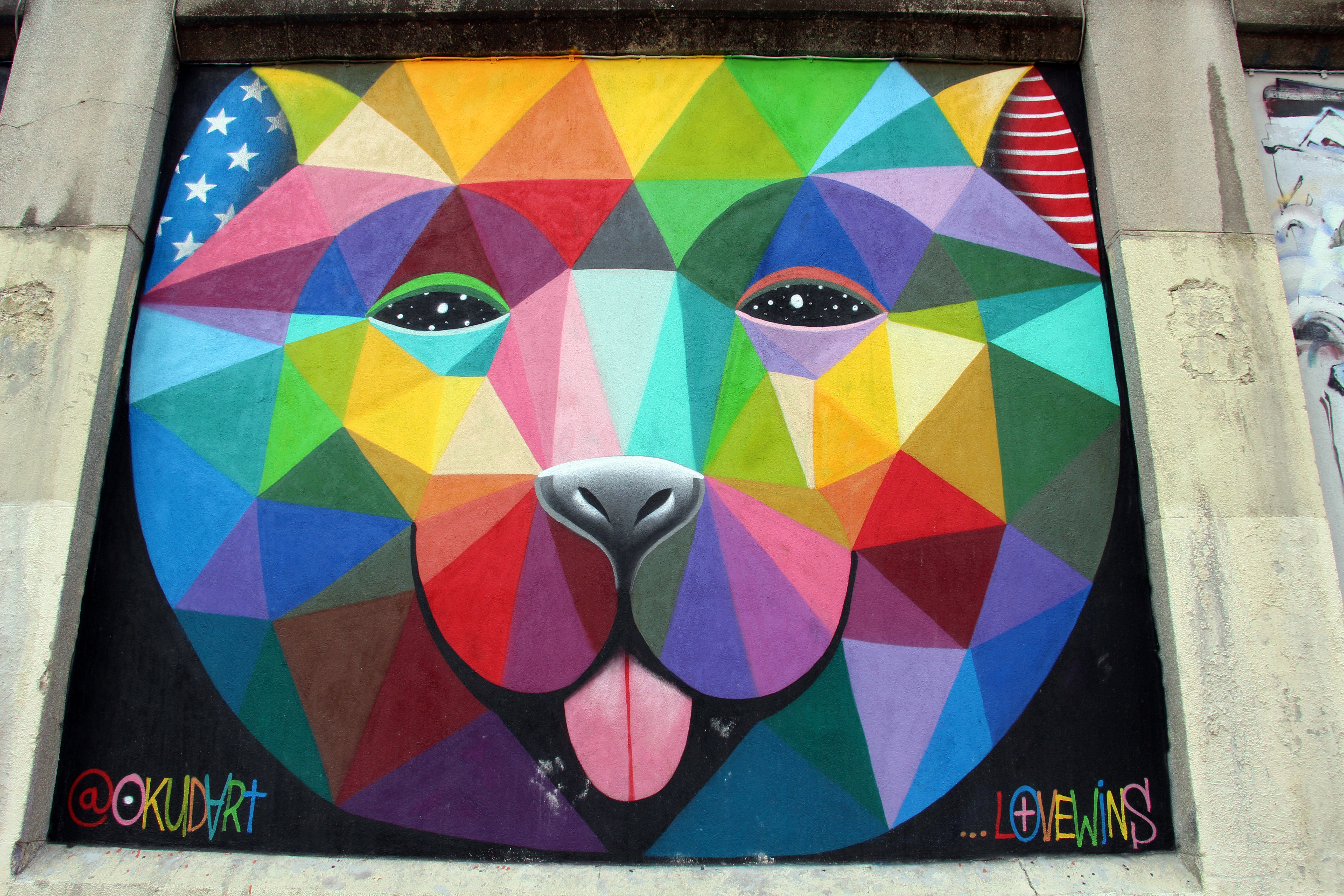
Mural en Madrid

Nacido en la ciudad cántabra de Santander, se afincó en Madrid en el año 2000. Estudió Bellas Artes en la Universidad Complutense, licenciándose en 2007. Paralelamente a sus trabajos en la calle, comienza también a producir obras en su estudio, con las que a partir del 2009 evoluciona hacia un camino más personal. A partir de 2016 comienzan sus realizaciones en 3D, fundamentalmente con la realización de esculturas de gran tamaño, además de piezas de arte urbano, cuadros, esculturas, tapices, fotografía y objetos cotidianos. 
Desde 2011 ha realizado exposiciones individuales y colectivas en varios países del mundo como España, Francia, Países Bajos, Portugal, Perú, o México. De estas se puede destacar la exposición The Dream of Mona Lisa en París en 2017, la exposición Palace of the Holy Animals en Santander en 2017 y la exposición con una amplia selección de su obra The Multicolored Equilibrium Between Animals and Humans en el Centre del Carme de Valencia en 2018. El 23 de diciembre de 2018 se le homenajeó con una estrella en el paseo de la fama de Tetuán de su localidad natal.

## Características de su obra
El trabajo de Okuda San Miguel se caracteriza predominantemente por estructuras geométricas y estampados multicolores. Estos a veces se asocian con cuerpos grises, a menudo figuras sin cabeza, símbolos, animales y cabezas gigantes. Los críticos de arte catalogan su estilo como surrealismo pop con una clara influencia callejera del arte urbano, no estando exenta su obra de algunas controversias considerada en ocasiones un "bluf decorativo".
Sus obras plantean contradicciones sobre el existencialismo, el universo, el infinito, el sentido de la vida y la sociedad, y pretenden representar el conflicto entre la modernidad y las raíces humanas. Los temas constantes son simbolistas, el anticapitalismo, la autodestrucción, la soledad y la falsa felicidad. Está interesado en el arte pop, especialmente en el cine y la moda, así como en la luz y el color de otras culturas, lo que le permite incorporar todos estos intereses a su estilo.

## Algunas obras singulares

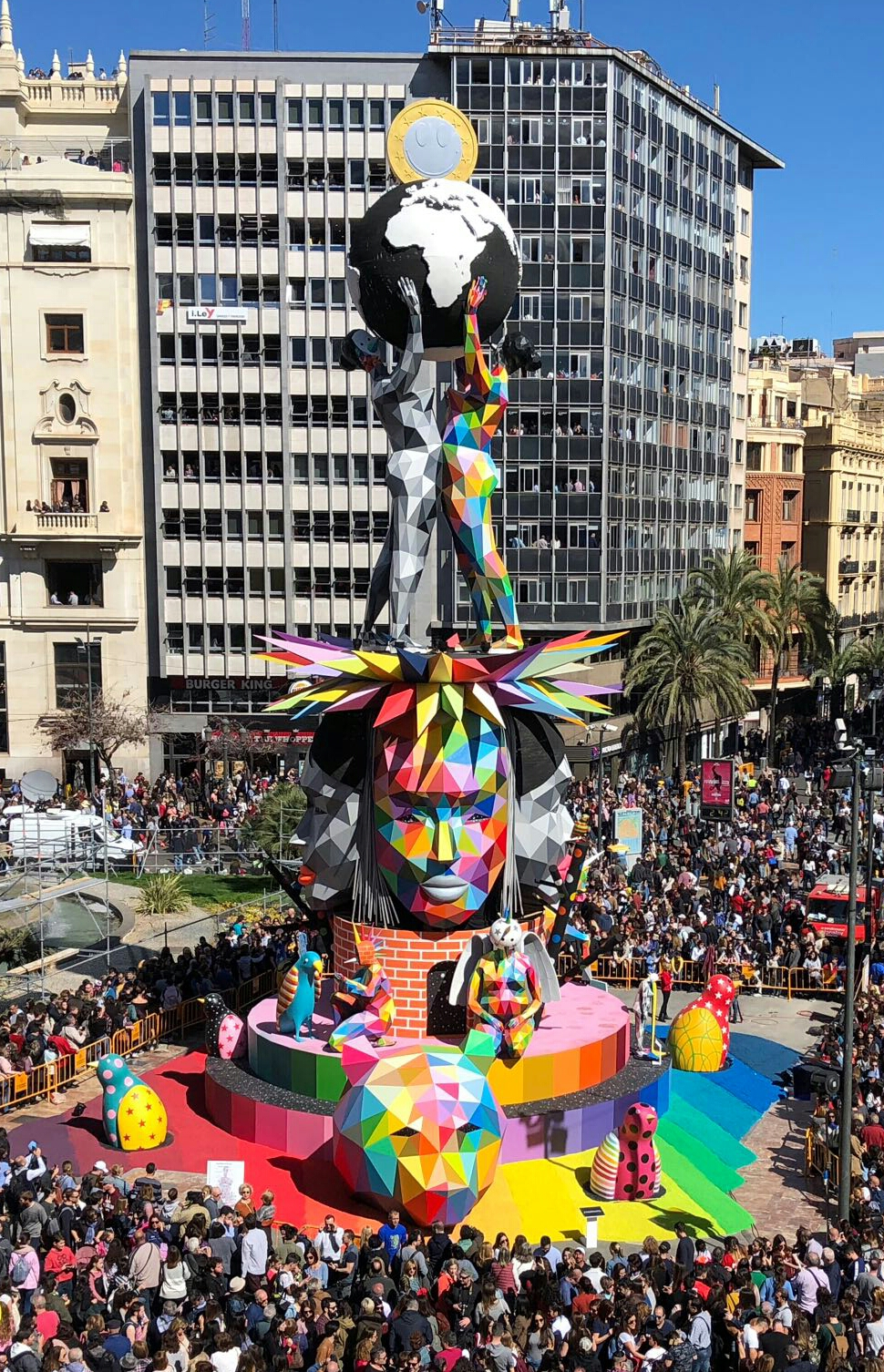
Falla del Ayuntamiento de Valencia. Boceto: Okuda San Miguel. Realización: Latorre y Sanz

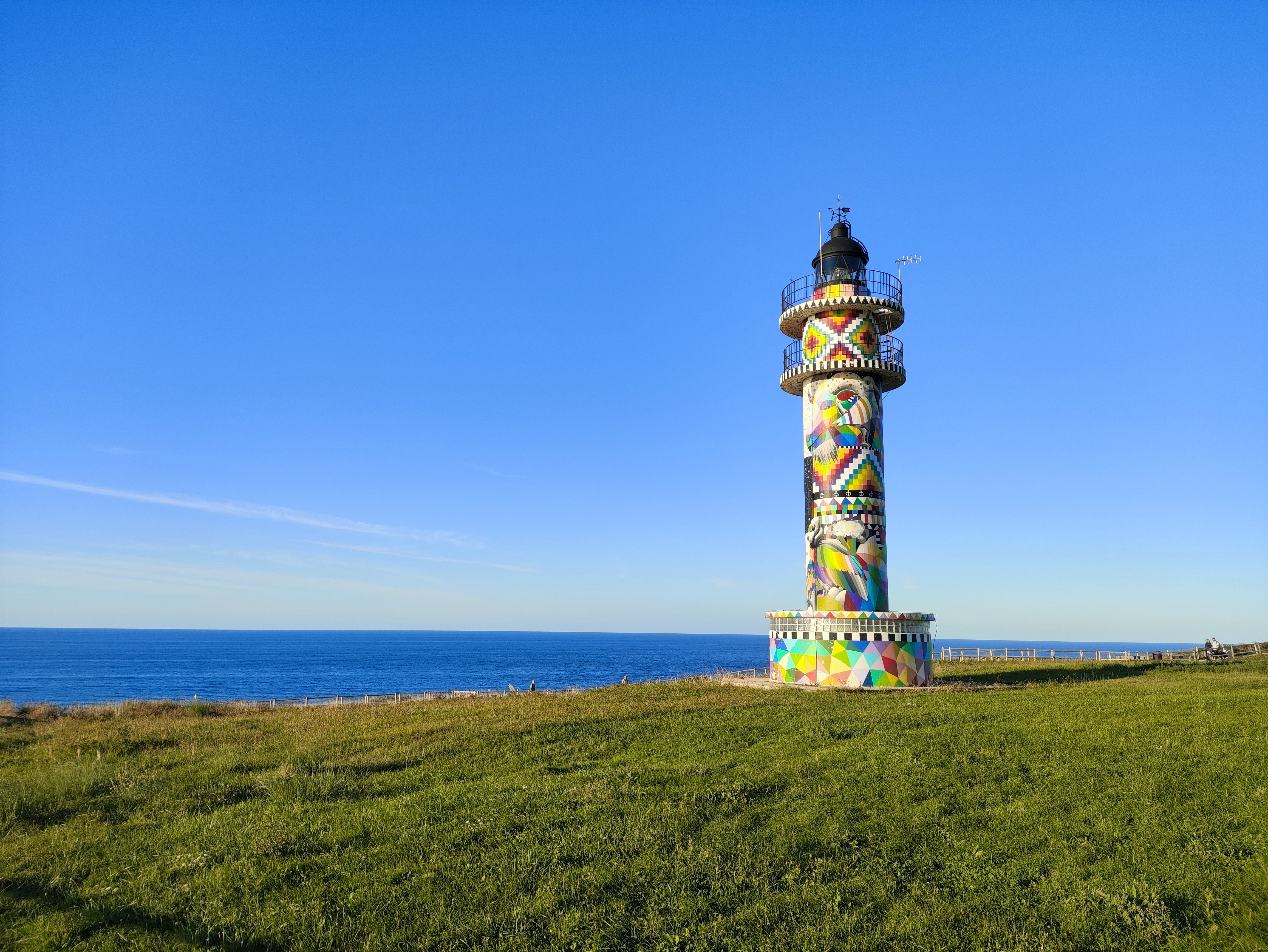
El faro de Ajo, inaugurado en 1930, en el año 2020 fue pintado por el artista urbano Okuda San Miguel.

- Where is Okuda: mural de proporciones gigantes realizado en la fachada del Ayuntamiento de Fuenlabrada (Comunidad de Madrid, España) dentro del proyecto del Gran Museo de Arte Urbano de esta ciudad. El mural se sitúa junto a obras de otros grandes artistas contemporáneos como Suso33 o Pantone. La representa la diversidad y la integración característica de esta ciudad del sur de Madrid.
- Kaos Temple: es un antiguo templo desacralizado situado en la parroquia de Cayés, en Llanera (Asturias). El templo fue adquirido por un grupo de amigos que instaló en su interior unas pistas de skate. En el año 2014 Okuda San Miguel pintó sus muros interiores y bóvedas, creando un sorprendente espacio de color.[12]
- Entre dos universos: mural de grandes dimensiones realizado en 2015 junto con el artista Rosh333. Situado en el vestíbulo de la estación de metro de Paco de Lucía, homenajea a dicho guitarrista.[13]
- 11 Mirages to the Freedom («11 espejismos para la libertad»): decoración exterior de una iglesia abandonada en Youssoufia (Marruecos). Según el propio artista se inspiró en el surrealismo, las religiones multiculturales y la iconografía simbólica sobre libertad, existencialismo, identidad, capitalismo y naturaleza. Fue realizada en 2016.[14]
- Iglesia Internacional del Cannabis: situada en Denver (USA). Decorado su interior en 2017, con su característico estilo colorista, representando caras de animales, como toros y osos, configuradas geométricamente. La pared posterior de la iglesia, por donde los visitantes entran en el espacio, está revestida con dos figuras humanas de gran tamaño, una que representada por un cuerpo de ladrillo y la otra bañada en triángulos de colores.[15]
- New Mona Lisa: enorme mural realizado en un bloque de edificios de París 13. Realizado en 2017. Reinterpretación de la Gioconda en estilo Okuda, en este caso de cuerpo entero y con bolso.[16]
- Château de La Valette: obra realizada en el verano de 2017. La obra se llama Skull Mirror y está pintada sobre la fachada de un castillo francés del siglo XIX, el Château de La Valette, en el Valle del Loira (Francia).[17] Okuda ha cambiado el gris de su fachada por sus inconfundibles y coloridas formas geométricas.
- Falla del Ayuntamiento de Valencia 2018: en 2018, junto con los artistas falleros Latorre y Sanz, realizó la falla del Ayuntamiento, titulada Equilibrio Universal. La falla constaba de un tótem central sobre el que se ubicaban dos diosas clásicas sosteniendo una hucha en forma de globo terrestre, evocando que el ser humano es asimismo víctima del sistema.[18]
- Infinite Cantabria: La obra fue realizada en 2020 en el faro de Ajo (Cantabria), el primer faro en ser intervenido artísticamente a lo largo de todo el litoral español. La temática que eligió Okuda para este lugar alude a la riqueza natural de la región al representar la fauna local y, con sus texturas, la diversidad cultural de Cantabria.[19]

## Libros
- Kaos Temple. Okuda San Miguel. 2016. ISBN 978-84-608-8955-7
- Welcome to nowhere. Okuda San Miguel. 2012. ISBN 978-84-615-8977-7
- El país del Rey de los espinos. Julián Andrés, Óscar San Miguel, Roberto Lorenzo y Sergio Rufino. Formato multimedia (texto, ilustraciones, audio y video). Ilustraciones de Óscar San Miguel "Okuda". Santander 2006. Dep. Legal AS 6396-2006.